# Lima lima
Espèce
Lima lima ou Lime écailleuse est une espèce de mollusques bivalves de la famille des Limidae.

## Description
Ce coquillage en forme de jambon mesure de 4 à 5 cm. Il a de 18 à 22 nervures radiales hérissés de courtes épines.

## Habitat et répartition
Le lima lima s'ancre avec son byssus dans les fentes des rochers dans toutes les mers chaudes du monde, dans l'Atlantique, les Antilles, le sud de la Floride et en Méditerranée (surtout en Sardaigne). Vie en eau peu profonde.

## Synonymes
- Lima alba Cuvier, 1797
- Lima squamosa Lamarck, 1801
- Lima vulgaris Scacchi, 1836
- Ostrea lima Linnaeus, 1758